# Xenicotela
Xenicotela is een kevergeslacht uit de familie van de boktorren (Cerambycidae). De wetenschappelijke naam van het geslacht werd voor het eerst geldig gepubliceerd in 1884 door Bates.

## Soorten
Xenicotela omvat de volgende soorten:
- Xenicotela bimaculata (Pic, 1925)
- Xenicotela distincta (Gahan, 1888)
- Xenicotela pardalina (Bates, 1884)